# Gran Premio de San Marino de Motociclismo de 1986
El Gran Premio de San Marino de Motociclismo de 1986 fue la undécima prueba de la temporada 1986 del Campeonato Mundial de Motociclismo. El Gran Premio se disputó el 24 de agosto de 1986 en el Circuito de Misano.

## Resultados 500cc
El estadounidense y campeón del Mundial de la categoría Eddie Lawson fue capaz de neutralizar la fulgurante salida del australiano Wayne Gardner, para superarlo y ganar le Gran Premio. El aussie se tuvo que conformar con la segunda posición en dura lucha con Randy Mamola.
| Pos.     | Piloto              | Equipo           | Tiempo     | Pts. |
| -------- | ------------------- | ---------------- | ---------- | ---- |
| 1        | Eddie Lawson        | Yamaha           | 47:30.830  | 15   |
| 2        | Wayne Gardner       | Honda            | +9.870     | 12   |
| 3        | Randy Mamola        | Yamaha           | +18.960    | 10   |
| 4        | Mike Baldwin        | Yamaha           | +20.740    | 8    |
| 5        | Raymond Roche       | Honda            | +37.660    | 6    |
| 6        | Christian Sarron    | Yamaha           | +41.290    | 5    |
| 7        | Didier de Radiguès  | Chevallier-Honda | +42.840    | 4    |
| 8        | Niall Mackenzie     | Heron-Suzuki     | +50.980    | 3    |
| 9        | Ron Haslam          | ELF-Honda        | +1:04.280  | 2    |
| 10       | Kevin Schwantz      | Heron-Suzuki     | +1 Vuelta  | 1    |
| 11       | Shunji Yatsushiro   | Honda            | +1 Vuelta  |      |
| 12       | Leandro Becheroni   | Honda            | +1 Vuelta  |      |
| 13       | Wolfgang von Muralt | Suzuki           | +1 Vuelta  |      |
| 14       | Vittorio Gibertini  | Cagiva           | +1 Vuelta  |      |
| 15       | Christian Le Liard  | Honda            | +1 Vuelta  |      |
| 16       | Andreas Leuthe      | Honda            | +1 Vuelta  |      |
| 17       | Fabio Barchitta     | Honda            | +1 Vuelta  |      |
| 18       | Boet van Dulmen     | Bakker-Honda     | +1 Vuelta  |      |
| 19       | Manfred Fischer     | Honda            | +2 Vueltas |      |
| 20       | Karl Truchsess      | Honda            | +2 Vueltas |      |
| 21       | Vinicio Bogani      | Honda            | +2 Vueltas |      |
| 22       | Eero Hyvärinen      | Honda            | +2 Vueltas |      |
| 23       | Mile Pajic          | Honda            | +2 Vueltas |      |
| 24       | Marco Greco         | Honda            | +2 Vueltas |      |
| Ret      | Simon Buckmaster    | Honda            | Ret        |      |
| Ret      | Juan Garriga        | Cagiva           | Ret        |      |
| Ret      | Dave Petersen       | Suzuki           | Ret        |      |
| Ret      | Marco Marchesani    | Suzuki           | Ret        |      |
| Ret      | Armando Errico      | Suzuki           | Ret        |      |
| Ret      | Fabio Biliotti      | Honda            | Ret        |      |
| Ret      | Alessandro Valesi   | Honda            | Ret        |      |
| Ret      | Vittorio Scatola    | Paton            | Ret        |      |
| Ret      | Robert McElnea      | Yamaha           | Ret        |      |
| Ret      | Paul Lewis          | Heron-Suzuki     | Ret        |      |
| Ret      | Marco Gentile       | Honda            | Ret        |      |
| DNS      | Massimo Messere     | Honda            | DNS        |      |
| DNQ      | Henk van der Mark   | Honda            | DNQ        |      |
| DNQ      | Christoph Bürki     | Honda            | DNQ        |      |
| DNQ      | Claus Wulff         | Suzuki           | DNQ        |      |
| DNQ      | Andrés Pérez Rubio  | Suzuki           | DNQ        |      |
| DNQ      | Josef Doppler       | Honda            | DNQ        |      |
| DNQ      | Dietmar Marehardt   | Suzuki           | DNQ        |      |
| DNQ      | Stelio Marmaras     | Suzuki           | DNQ        |      |
| Sources: |                     |                  |            |      |

## Resultados 250cc
Sorprendente victoria del japonés Tadahiko Taira en el último Gran Premio de la temporada de 250cc. El español Sito Pons y el francés Dominique Sarron completaron el podio. El campeón de la categoría, el venezolano Carlos Lavado cayó cuando iba claramente distanciado en primera posición y no pudo sumar.
| Pos. | Piloto                 | Moto              | Tiempo    | Pts. |
| ---- | ---------------------- | ----------------- | --------- | ---- |
| 1    | Tadahiko Taira         | Yamaha            | 41:52.620 | 15   |
| 2    | Sito Pons              | Honda             | +1.540    | 12   |
| 3    | Dominique Sarron       | Honda             | +1.790    | 10   |
| 4    | Anton Mang             | Honda             | +2.190    | 8    |
| 5    | Fausto Ricci           | Honda             | +8.580    | 6    |
| 6    | Martin Wimmer          | Yamaha            | +13.280   | 5    |
| 7    | Jean-Michel Mattioli   | Yamaha            | +13.570   | 4    |
| 8    | Virginio Ferrari       | Honda             | +26.020   | 3    |
| 9    | Pierre Bolle           | Parisienne        | +29.490   | 2    |
| 10   | Stéphane Mertens       | Yamaha            | +35.100   | 1    |
| 11   | Jean Foray             | Chevallier-Yamaha | +37.170   |      |
| 12   | Donnie McLeod          | Armstrong         | +37.440   |      |
| 13   | Gary Noel              | EMC               | +37.720   |      |
| 14   | Reinhold Roth          | Honda             | +48.090   |      |
| 15   | Marcellino Lucchi      | Aprilia           | +1:11.680 |      |
| 16   | Jean-Louis Tournadre   | Yamaha            | +1:13.980 |      |
| 17   | Roland Freymond        | Yamaha            | +1:15.830 |      |
| 18   | Harald Eckl            | Honda             | +1:18.860 |      |
| 19   | Urs Luzi               | Yamaha            | +1:22.460 |      |
| 20   | Bruno Casanova         | Honda             | +1:24.420 |      |
| 21   | Alberto Rota           | Honda             | +1 Vuelta |      |
| 22   | Gilberto Gambelli      | Honda             | +1 Vuelta |      |
| 23   | Oscar La Ferla         | Yamaha            | +1 Vuelta |      |
| Ret  | Carlos Lavado          | Yamaha            | Ret       |      |
| Ret  | Jean-François Baldé    | Honda             | Ret       |      |
| Ret  | Philippe Pagano        | Yamaha            | Ret       |      |
| Ret  | Stefano Caracchi       | Aprilia           | Ret       |      |
| Ret  | Massimo Matteoni       | Honda             | Ret       |      |
| Ret  | Carlos Cardús          | Honda             | Ret       |      |
| Ret  | Christian Boudinot     | JJ Cobas          | Ret       |      |
| Ret  | Alan Carter            | Cobas-Rotax       | Ret       |      |
| Ret  | Maurizio Vitali        | Garelli           | Ret       |      |
| Ret  | Jacques Cornu          | Honda             | Ret       |      |
| Ret  | Jean-Louis Guignabodet | MIG               | Ret       |      |
| Ret  | Niall Mackenzie        | Armstrong         | Ret       |      |
| DNS  | Loris Reggiani         | Aprilia           | DNS       |      |

## Resultados 125cc
Fausto Gresini y Luca Cadalora decidirán en la última prueba del Mundial para decidir quien sería el campeón de la categoría. Cadalora llegó segundo y aventaja en once puntos a su compatriota y compañero de equipo. La victoria fue para el austríaco August Auinger.
| Pos. | Piloto                   | Moto        | Tiempo     | Pts. |
| ---- | ------------------------ | ----------- | ---------- | ---- |
| 1    | August Auinger           | MBA         | 40:08.620  | 15   |
| 2    | Luca Cadalora            | Garelli     | +16.420    | 12   |
| 3    | Fausto Gresini           | Garelli     | +31.810    | 10   |
| 4    | Bruno Kneubühler         | LCR-MBA     | +46.960    | 8    |
| 5    | Domenico Brigaglia       | Ducados-MBA | +47.250    | 6    |
| 6    | Pier Paolo Bianchi       | MBA         | +1:16.770  | 5    |
| 7    | Gastone Grassetti        | MBA         | +1 Vuelta  | 4    |
| 8    | Håkan Olsson             | MBA         | +1 Vuelta  | 3    |
| 9    | Mike Leitner             | MBA         | +1 Vuelta  | 2    |
| 10   | Adi Stadler              | MBA         | +1 Vuelta  | 1    |
| 11   | Marco Pirani             | MBA         | +1 Vuelta  |      |
| 12   | Jacques Hutteau          | MBA         | +1 Vuelta  |      |
| 13   | Jean-Claude Selini       | MBA         | +1 Vuelta  |      |
| 14   | Iván Troisi              | MBA         | +1 Vuelta  |      |
| 15   | Patrick Daudier          | PMDF        | +1 Vuelta  |      |
| 16   | Manfred Braun            | MBA         | +1 Vuelta  |      |
| 17   | Thierry Maurer           | MBA         | +1 Vuelta  |      |
| 18   | Marco Cipriani           | MBA         | +2 Vueltas |      |
| 19   | Alberto Dova             | MBA         | +2 Vueltas |      |
| 20   | Sepp Bader               | MBA         | +2 Vueltas |      |
| 21   | Peter Baláž              | MBA         | +2 Vueltas |      |
| Ret  | Lucio Pietroniro         | MBA         | Ret        |      |
| Ret  | Johnny Wickström         | MBA         | Ret        |      |
| Ret  | Thierry Feuz             | MBA         | Ret        |      |
| Ret  | Norbert Peschke          | MBA         | Ret        |      |
| Ret  | Andrés Sánchez           | MBA         | Ret        |      |
| Ret  | Giuseppe Ascareggi       | MBA         | Ret        |      |
| Ret  | Ángel Nieto              | MBA         | Ret        |      |
| Ret  | Paolo Casoli             | MBA         | Ret        |      |
| Ret  | Olivier Liégeois         | Assmex      | Ret        |      |
| Ret  | Michel Escudier          | MBA         | Ret        |      |
| Ret  | Vincenzo Sblendorio      | MBA         | Ret        |      |
| Ret  | Bady Hassaine            | MBA         | Ret        |      |
| Ret  | Flemming Kistrup         | MBA         | Ret        |      |
| Ret  | Ezio Gianola             | MBA         | Ret        |      |
| DNS  | Esa Kytölä               | MBA         | DNS        |      |
| DNQ  | Manuel Hernández Nicolás | Benetti     | DNQ        |      |

## Resultados 80cc
El español Jorge Martínez Aspar consiguió el primer título de su carrera en este Gran Premio. El valenciano de Derbi solo tuvo que ser segundo para asegurarse el título. La victoria fue para el italiano Pier Paolo Bianchi.
| Pos. | Piloto               | Moto         | Tiempo     | Pts. |
| ---- | -------------------- | ------------ | ---------- | ---- |
| 1    | Pier Paolo Bianchi   | Seel         | 33:24.600  | 15   |
| 2    | Jorge Martínez Aspar | Derbi        | +6.860     | 12   |
| 3    | Manuel Herreros      | Derbi        | +8.850     | 10   |
| 4    | Hans Spaan           | HuVo-Casal   | +11.950    | 8    |
| 5    | Ángel Nieto          | Derbi        | +29.990    | 6    |
| 6    | Stefan Dörflinger    | Krauser      | +33.210    | 5    |
| 7    | Ian McConnachie      | Krauser      | +50.190    | 4    |
| 8    | Alex Barros          | Autisa       | +50.530    | 3    |
| 9    | Gerhard Waibel       | Real-Krauser | +55.420    | 2    |
| 10   | Herri Torrontegui    | Autisa       | +1:12.240  | 1    |
| 11   | Hubert Abold         | Krauser      | +1:13.290  |      |
| 12   | Salvatore Milano     | Krauser      | +1:19.280  |      |
| 13   | Vittorio Sblendorio  | Krauser      | +1:24.830  |      |
| 14   | Josef Fischer        | Krauser      | +1:25.090  |      |
| 15   | Wilco Zeelenberg     | Casal        | +1:28.290  |      |
| 16   | Chris Baert          | Seel         | +1 Vuelta  |      |
| 17   | Gerd Kafka           | Krauser      | +1 Vuelta  |      |
| 18   | Günter Schirnhofer   | Krauser      | +1 Vuelta  |      |
| 19   | Paolo Priori         | Lusuardi     | +1 Vuelta  |      |
| 20   | Raimo Lipponen       | Krauser      | +1 Vuelta  |      |
| 21   | Richard Bay          | Maico        | +1 Vuelta  |      |
| 22   | Otto Machinek        | Hummel       | +1 Vuelta  |      |
| 23   | Thomas Engl          | Krauser      | +1 Vuelta  |      |
| 24   | Claudio Granata      | Lusuardi     | +2 Vueltas |      |
| 25   | Jos van Dongen       | Krauser      | +2 Vueltas |      |
| Ret  | Luis Miguel Reyes    | Autisa       | Ret        |      |
| Ret  | Rainer Kunz          | Ziegler      | Ret        |      |
| Ret  | Massimo Fargeri      | HuVo         | Ret        |      |
| Ret  | Felix Rodríguez      | Autisa       | Ret        |      |
| Ret  | René Dünki           | Krauser      | Ret        |      |
| Ret  | Nicola Casadei       | RB           | Ret        |      |
| Ret  | Mario Stocco         | Casal        | Ret        |      |
| Ret  | Theo Timmer          | Casal        | Ret        |      |
| Ret  | Reiner Koster        | Kroko        | Ret        |      |
| Ret  | Reiner Scheidhauer   | Seel         | Ret        |      |
| Ret  | Stefan Brägger       | HuVo         | Ret        |      |
| DNS  | Gabriele Gnani       | Gnani        | DNS        |      |
| DNS  | Vincenzo Safliotti   | UFO          | DNS        |      |